# Nils Granfelt
Nils Daniel Granfelt (Stockholm, 1887. február 17. – Nacka, 1959. július 21.) olimpiai bajnok svéd tornász.
Részt vett az 1912. évi nyári olimpiai játékokon, és tornában a svéd rendszerű csapat összetettben aranyérmes lett.
Testvére, Erik Granfelt olimpiai bajnok tornász. Másik testvére, Hans Granfelt olimpiai ezüstérmes vívó. Unokaöccse, Nils Rydström olimpikon vívó.
Klubcsapata a Stockholms GF volt.